# Tschernuschka
Tschernuschka (russisch Чернушка) ist eine Stadt im Süden der Region Perm (Russland) mit 33.272 Einwohnern (Stand 14. Oktober 2010).

## Geografie
Die Stadt liegt im Vorland des Mittleren Urals etwa 230 km südlich der Regionshauptstadt Perm am Tanyp, einem rechten Nebenfluss der in die Kama mündenden  Belaja.
Tschernuschka ist Verwaltungszentrum des gleichnamigen Rajons.
Die Stadt liegt an der Eisenbahnstrecke Kasan–Jekaterinburg.

## Geschichte
Tschernuschka wurde erstmals 1859 als Dorf erwähnt. Mit Eröffnung einer Eisenbahnstation 1919 entstand um diese eine gleichnamige größere Siedlung, die 1930 Verwaltungssitz eines Rajons wurde; in den 1930er-Jahren war für den Ort zeitweise der Name Asino in Gebrauch, nach dem zeitweise in dem Gebiet tätigen Helden des Russischen Bürgerkriegs Wladimir Asin (Voldemārs Āziņš, 1895–1920). Später wurde diese Bezeichnung nur noch für einen Ortsteil genutzt (als Siedlung Asinski), und am 4. Juli 1945 erhielt der Ort als Tschernuschka den Status einer Siedlung städtischen Typs sowie am 7. Februar 1966 die Stadtrechte.

### Bevölkerungsentwicklung
| Jahr | Einwohner |
| ---- | --------- |
| 1939 | 5.859     |
| 1959 | 12.094    |
| 1970 | 21.106    |
| 1979 | 28.102    |
| 1989 | 34.835    |
| 2002 | 35.713    |
| 2010 | 33.272    |

Anmerkung: Volkszählungsdaten

## Kultur und Sehenswürdigkeiten
In Tschernuschka existiert seit 1975 ein Heimatmuseum.

## Wirtschaft
Tschernuschka ist Zentrum der Ausbeutung der umliegenden, ab den 1950er Jahren entdeckten kleineren Erdöl- und Erdgaslagerstätten durch die Firma Tschernuschkaneft. Daneben gibt es Baumaterialienwirtschaft (Fliesen) und Lebensmittelindustrie.